# Pszczoły właściwe
Pszczoły właściwe (Apinae) – podrodzina pszczół z rodziny pszczołowatych (Apidae).
Takson ten był w przeszłości rozmaicie definiowany. Wyniki analiz filogenetycznych kazały włączyć doń część plemion wcześniej umieszczanych w porobnicowatych, w tym same porobnice. Nowo zdefiniowane celem zachowania monofiletyzmu Apinae nie mają żadnych wspólnych cech morfologicznych, które jednocześnie wyróżniały by je od innych pszczół. Najbliższą synapomoricznego charakteru cechą jest obecność na pieńkach szczęk grzebyków, które w spoczynku układają się w specyficznych zagłębieniach. Grzebyki te jednak wtórnie zanikły u pszczół bezżądłych oraz licznych form pasożytniczych. U wielu samic występują płytkowate wyrostki u nasady goleni oraz płytki pygidialne na odwłoku, często z dobrze rozwiniętym orzęsieniem. Z wyjątkiem plemienia porobnic larwy Apinae wyróżniają się od innych pszczół obecnością struktur służących do przędzenia kokonów – pszczoły z innych grup ich nie wykonują.
Zaliczane są tu gatunki o zróżnicowanej biologii: od pasożytów gniazdowych po ich wolno żyjące ofiary, od samotnic po gatunki eusocjalne, tworzące roje z podziałem na kasty.
Należy tu 19 plemion:
- Ancylaini
- Anthophorini – porobnice[3]
- Apini – pszczoły żądlące[3]
- Bombini – trzmielowate właściwe[3]
- Centridini
- Ctenoplectrini
- Emphorini
- Ericrocidini
- Eucerini – kornutki[3]
- Euglossini – długojęzyczkowate[3]
- Exomalopsini
- Isepeolini
- Melectini – brzęczki[3]
- Meliponini – pszczoły bezżądłe[3]
- Osirini
- Protepeolini
- Rhathymini
- Tapinotaspidini
- Tetrapediini

Apinae stanowią grupę siostrzaną koczownicowatych lub zadrzechniowatych.